# Mara (historieta)
Mara fue una serie de quince historietas realizada por Enric Sió entre 1970 y 1975 y publicada a partir del año siguiente en diversas revistas, mayormente en Italia.

## Trayectoria editorial
Enric Sió empezó a realizar esta serie motu proprio, con 11 capítulos entre 1970 y 1971.
| Número     | Título                    | Páginas | Publicación                    |
| ---------- | ------------------------- | ------- | ------------------------------ |
| 1          | «Rito»                    | 5       | —                              |
| Argumento: |                           |         |                                |
| 2          | «Sita»                    | 7       | —                              |
| Argumento: |                           |         |                                |
| 3          | «Mara»                    | 5       | —                              |
| Argumento: |                           |         |                                |
| 4          | «Derek»                   | 5       | —                              |
| Argumento: |                           |         |                                |
| 5          | «David»                   | 5       | —                              |
| Argumento: |                           |         |                                |
| 6          | «Gustav»                  | 5       | —                              |
| Argumento: |                           |         |                                |
| 7          | «Mico»                    | 5       | —                              |
| Argumento: |                           |         |                                |
| 8          | «Paz y orden»             | 5       | —                              |
| Argumento: |                           |         |                                |
| 9          | «Señora»                  | 5       | —                              |
| Argumento: |                           |         |                                |
| 10         | «Aquello»                 | 6       | Bocaccio (1971)                |
| Argumento: |                           |         |                                |
| 11         | «La hija del dictador»    | 10      | Linus (1976)                   |
| Argumento: |                           |         |                                |
| 12         | «Se busca delfín»         | 10      | Linus (1976)                   |
| Argumento: |                           |         |                                |
| 13         | «El día de San Ignacio»   | 12      | Sunday Comics núm. 3 (01/1978) |
| Argumento: |                           |         |                                |
| 14         | «La fachada norte»        | 6       | Sunday Comics núm. 4 (09/1978) |
| Argumento: |                           |         |                                |
| 15         | «Se llamará como su mamá» | 8       | Sunday Comics núm. 2 (01/1977) |
| Argumento: |                           |         |                                |

No fue hasta 1980 que Nueva Frontera recopiló la serie en formato álbum como número 6 de su colección Biblioteca de Tótem.

## Valoración
Para el crítico Javier Coma, Mara funciona como exorcismo para el propio autor, tanto del pasado de su patria como de su profesión de dibujante de cómics.